# Al Sarab Tower
L'Al Sarab Tower est un gratte-ciel appartenant au complexe Sowwah Square à Abou Dabi aux Émirats arabes unis. Il est identique à l'Al Sila Tower qui lui est adjacente. Les deux tours s'élèvent à 131 mètres et possèdent 31 étages. Elles ont été achevées en 2012.